# Râul Stejărel
Râul Stejărel este un curs de apă, afluent al râului Luncoiu. 

## Hărți
- Harta județului Hunedoara
- Harta munții Apuseni
- Harta munții Bihor